# 为爱向前冲
《为爱向前冲》是由中国大陆南方电视台制作的一档闯关拿奖真人秀节目。于2011年5月1日开播，由陈星，刘汗主持。

## 节目简介
《为爱向前冲》是南方电视台节目亚运冲锋号的第二季名称，由三艺传播文化有限公司继续担任制作。冲锋号第二季《为爱向前冲》作为一档全民体验竞技节目，节目极大的将参与者的潜能进行发掘，参与的情侣需要经历“智慧”、“勇气”、“体力”与“配合”的考验，使他们超越自我。
《为爱向前冲》 活动现场位于广州华南植物园内，节目中有180米大型的道具竞技水上赛道，闯关的一对男女必须通力合作才能通关夺得丰厚奖品。